# Carpignano Sesia
Carpignano Sesia es un municipio italiano situado en la provincia de Novara, en Piamonte. Tiene una población estimada, a fines de julio de 2023, de 2464 habitantes.

## Evolución demográfica
| Gráfica de evolución demográfica de Carpignano Sesia entre 1861 y 2023 |
|                                                                        |
| Fuente: ISTAT - Elaboración gráfica de Wikipedia                       |